# Canyon Dreams
A Canyon Dreams a Tangerine Dream 1991-ben megjelent nagylemeze. Eredetileg CD-n adták ki, de 1992-ben Cipruson hanglemezen is forgalomba került. Az 1999-es újabb kiadáson a Rocky Mountain Hawk című szám is szerepel.

## Az album dalai
1. Shadow Flyer – 5:53
2. Canyon Carver – 4:17
3. Water's Gift – 5:24
4. Canyon Voices – 4:26
5. Sudden Revelation – 4:46
6. A Matter Of Time – 8:53
7. Purple Nightfall – 2:04
8. Colorado Dawn – 4:26

## Közreműködők
- Edgar Froese
- Christopher Franke
- Paul Haslinger